# Paula (Faultier)
Paula (* wahrscheinlich 1969 in Guyana; † Anfang August 2020 in Halle (Saale)) war ein Eigentliches Zweifingerfaultier (Choloepus didactylus) im Zoologischen Garten von Halle (Saale). Mit einem Alter von etwa 51 Jahren galt sie als das älteste bekannte lebende Faultier weltweit.

## Leben
Das bereits ausgewachsene Tier gelangte am 25. September 1971 im Alter von etwa zwei Jahren – als (geschätztes) Geburtsdatum wurde später der 14. Juni 1969 festgelegt – aus dem südamerikanischen Guyana über das Vereinigte Königreich in den Bergzoo Halle. Ein weiteres schwangeres Faultier, das zeitgleich in den Zoo gelangte, starb im April 1972. In der Annahme, bei dem Tier handele es sich um ein Männchen, taufte man es auf den Namen „Paul“. Erst eine Sonografie im Jahr 1995 deckte den Fehler auf, woraufhin das Faultier den Namen „Paula“ erhielt. Kurz nach dem 50. Geburtstag wurde Paula im Oktober 2019 von Guinness World Records zum ältesten lebenden Faultier in Gefangenschaft (englisch oldest living sloth in captivity) erklärt. In den letzten Monaten seines Lebens litt das Tier unter Appetitlosigkeit sowie Durchfall und stellte am 5. August 2020 das Fressen vollständig ein. Daraufhin wurde Paula eingeschläfert, wie am 10. August 2020 bekanntgegeben wurde.